# Igreja Ortodoxa Montenegrina
A Igreja Ortodoxa Montenegrina (montenegrino: Црногорска православна црква; romanizado: Crnogoroska pravoslavna crkva) é uma jurisdição ortodoxa autocéfala, não canônica, que, apesar de não estar em comunhão com o corpo principal da Igreja Ortodoxa, partilha desta fé. Atua em Montenegro e em sua diáspora, notavelmente na Sérvia e na Argentina.
O atual Primaz é Miguel Dedeić, com o título de Sua Beatitude o Arcebispo de Cetinje e Metropolita de Montenegro, desde 1997.
Foi formada e registrada como organização religiosa em 1993 por Antonio Abramovic. Reivindica a sucessão de uma Igreja montenegrina mais antiga e autocéfala, que funcionou até a unificação do Reino da Sérvia e do Reino de Montenegro, mais tarde para se juntar ao Reino dos Sérvios, Croatas e Eslovenos em 1918.

## Historia

### Anteriormente a 1920
A Igreja Ortodoxa de Montenegro tem suas raízes históricas na antiga Diocese de Zeta, muito tempo depois conhecida como Metrópole de Montenegro, a qual seria erigida em 1219 por São Sava da Sérvia, primeiro Arcebispo da Igreja Ortodoxa Sérvia. A antiga Diocese de Zeta (Metrópole de Montenegro) começaria a se reger de modo autocéfalo, isto é, canonicamente independente, desde o final do século XV ou princípio do século XVI.
Desde o ano de 1516, com a morte de Ivan o Negro, Príncipe de Zeta, o Bispo de Montenegro começou a exercer o Governo Civil sobre as tribos montenegrinas. Em verdade, sua autoridade era "supratribal", o que dava certa centralidade não somente espiritual, mas também governamental aos montenegrinos que resistiam ao Império Otomano. O Bispo de Montenegro era eleito e entre as distintas tribos e, logo depois de sua morte, elegia-se outro pertencente a outra tribo, fazendo desta forma um governo rotativo. Este sistema vigorou até o ano de 1697, quando se estabeleceu a dinastia episcopal dos Petrovic, fundada pelo Metropolita Danilo I. Esta dinastia em particular era possível graças à sucessão de tios e sobrinhos, uma vez que os bispos, por serem monges, não tinham de filhos.
A Metrópole Ortodoxa de Montenegro era independente tanto da Igreja Sérvia como do Patriarcado de Constantinopla, os quais estavam sob o férreo controle da administração civil do Império Otomano, contra o qual lutavam as tribos eslavas de Montenegro. Esta situação política particular fez com que a Igreja Montenegrina se mantivesse exilada das Igrejas Ortodoxas vizinhas durante alguns séculos. No entanto essa autocefalia de fato da qual gozava a Igreja Montenegrina seria formal e reconhecida canonicamente logo após a dissolução do Patriarcado de Pec, em 1766.
Quem explica de maneira magistral a situação eclesiástica e política que conduziu a Igreja Ortodoxa de Montenegro naquela época não é nem um erudito montenegrino, nem sérvio, mas sim um dos últimos grandes santos russos, o Arcebispo João Maximovich, da Igreja Ortodoxa Russa no Exterior, que escreveu a esse respeito: “(o Patriarcado Ecumênico) [...] chegaria ao ápice de sua expansão territorial no final do século XVIII, já que naquele tempo incluía toda a Ásia Menor, a totalidade da Península Balcânica conjuntamente com suas ilhas contíguas - com exceção de Montenegro - desde que as outras Igrejas Independentes dos Bálcãs foram dissolvidas para passar a formar parte do Patriarcado Ecumênico. O Patriarca Ecumênico havia recebido da parte do Sultão Turco, inclusive antes da tomada de Constantinopla, o Título de Millet Bash, isto é, cabeça do povo, e por isso foi considerado cabeça da totalidade da população ortodoxa do Império Turco”. É evidente neste contexto o motivo por que tanto o Patriarcado Sérvio quanto o Patriarcado de Constantinopla não reconheceram por vários séculos a independência da Igreja Montenegrina.
Uma das mais notórias particularidades da Igreja Montenegrina era o Vladikato (governo dos bispos, ou vladikas), onde seu Metropolita ocupava genuinamente o lugar de máxima autoridade civil, algo inédito em toda a Europa Ortodoxa. A Igreja de Montenegro exerceria um exitoso governo teocrático por mais de três séculos e, sem dúvida, mostrou uma grande tolerância religiosa. Existem pequenas capelas – algumas em pé até hoje - erigidas durante aquela época que contam com dois altares, um ortodoxo e outro católico. Essas capelas foram levantadas para uso comum de ambas comunidades cristãs que se encontravam ameaçadas pelos turcos islâmicos.
Outra particularidade notória da Igreja Ortodoxa Montenegrina é que seus bispos e alguns monges participavam ativamente durante a guerra, coisa realmente estranha à tradição bizantina dos povos vizinhos. São Pedro de Cetinje era famoso por comandar pessoalmente seu exército durante as batalhas.
Os clérigos seculares (sacerdotes casados) não usaram anterí (sotana) nem barba até o século XIX devido ao fato de que, pela escassa população montenegrina, tinham que combater frequentemente contra os turcos para defender os seus. Por esta razão os sacerdotes tendiam a se vestir como seculares, portar armas e usar o tradicional bigode montenegrino com objetivo de não serem identificados como sacerdotes pelo invasor islâmico caso fossem tomados como prisioneiros o que ocasionaria, no caso de serem reconhecidos, longas e inenarráveis sessões de tortura antes de serem executados.
Voltando ao tema dos argumentos históricos nos quais se baseia a ereção legal e constituição da Igreja Ortodoxa de Montenegro, podemos encontrá-los claramente expostos pelo afamado erudito Valtazar Bogosic em seu livro Pravni obicaji u Crnoj Gori (CANU, 1984, p. 238), no qual ele sustenta que “A Igreja Ortodoxa Montenegrina é uma eparquia independente e autocéfala, a qual não tem outro laço legal com as outras Igrejas Autocéfalas exceto a paz e o amor”. Em sintonia expressava-se o respeitado historiador e canonista ortodoxo Dr. Nikodin Milas em seu livro Pravoslavno crkveno pravo. Lá ele se refere ao catálogo chamado Sintagma, o qual se trata de uma listagem em que figuram todas a as Igrejas Ortodoxas reconhecidas naquele tempo. No Sintagma editado em Atenas no ano de 1855, com a aprovação do Patriarcado de Constantinopla, a “Metrópole Autocéfala de Montenegro (Autokefalna Mitropolija Crnogorska)” está listada em nonagésimo lugar.
Alguns historiadores sérvios como o Prof. Cupic distinguem dois períodos dentro da história da Igreja Ortodoxa Autocéfala de Montenegro: o primeiro período compreende o tempo anterior ao reconhecimento de sua independência por parte do Santo Sínodo da Igreja Ortodoxa Russa, enquanto que o segundo período abarca o tempo de plena independência,  posterior ao dito reconhecimento. A grande maioria dos estudiosos que escreveram sobre este tema está de acordo que “com a abolição do Patriarcado de Pec em 1766, Savas (Petrovic Njegos) proclamou-se Metropolita independente e a Igreja Ortodoxa de Montenegro continuou suas atividades independentes respaldada pela Igreja Ortodoxa Russa, que reconheceu sua autocefalia durante o tempo de Pedro I (Petrovic Njegos)”.  Isto explica a razão pela qual os Metropolitas Montenegrinos recebiam sua consagração episcopal na cidade russa de São Petersburgo e não na Sérvia.
O último Metropolita da Dinastia Petrovic foi Vladika Pedro II, que governaria de 1830 a 1851. Com sua morte, morreria também a última teocracia europeia, com exceção óbvia do Estado Vaticano. O Metropolita Pedro II seria sucedido por seu sobrinho Danilo, que se negou a ser consagrado bispo e assumiu o governo como príncipe secular (Kniaz). A partir do governo do Kniaz Danilo a Igreja se separa do Estado.
Com o processo de conformação do Reino da Iugoslávia, a ancestral e independente Igreja de Montenegro foi compelida a dissolver-se como diocese da Igreja Ortodoxa Sérvia, sob o governo do Regente Alexandre I da Iugoslávia, no ano de 1920. Neste contexto político que desaparece da historia a Igreja Ortodoxa Montenegrina, seu último Metropolita tendo sido Mitrofan Ban.

### Restauração e atualidade
Em 1993 se realiza o primeiro movimento pela restauração da Igreja Ortodoxa de Montenegro após 73 anos de dissolução. Isto se dá no marco da dramática desintegração da Iugoslávia. Seu primeiro Metropolita foi Vladika Antonio, que assumiria suas funções pastorais na Igreja Ortodoxa Montenegrina entre os anos de 1993 e 1996. O Metropolita Antonio foi um monge montenegrino tonsurado em 1933 no Monastério de Decani (Kosovo) e que exerceria por muitos anos seu trabalho pastoral dentro da Igreja Ortodoxa Sérvia. Quando saiu a empreender seu caminho no exílio no ano de 1961, terminaria servindo na Igreja Ortodoxa na América, no Canadá, país de onde regressou a Montenegro para assumir a restauração da Igreja.
Em 1997, logo após sua morte, foi sucedido por outro clérigo montenegrino, o qual exercia seu trabalho pastoral em Roma, na Catedral de Santo André (Patriarcado Ecumênico). Seu nome era Arquimandrita Miguel. Seria consagrado ao Episcopado por 7 bispos do Patriarcado da Bulgária, que, naqueles anos, encontrava-se dividido em duas facções. Em 15 de março se realizou sua consagração episcopal na cidade de Sofia. Pouco tempo depois de sua consagração episcopal, o cisma dentro da Igreja Búlgara acabou e os bispos consagrantes de Bispo Miguel foram aceitos em suas funções dentro do Patriarcado Búlgaro, onde seguem ocupando seus cargos até a atualidade. Miraš Dedeić foi entronizado em Cetinje, antiga capital de Montenegro, como Metropolita Miguel no dia 31 de outubro de 1998. A posição da Igreja Ortodoxa Montenegrina se consolidou substancialmente logo após a independência do país, em 2006.
Com o advento da independência de Montenegro, a Igreja Ortodoxa Montenegrina começaria um processo de consolidação também na sua diáspora. Neste contexto Metropolita Miguel, ao completar o décimo aniversário de sua entronização como Primaz da Igreja de Montenegro, consagra ao episcopado em 31 de outubro de 2008, junto a Vladika Simeão (Minihofer) - antigo membro do Sínodo Grego Vetero-calendarista de Cipriano - a Vladika Gervasio (Patarov), bispo de Nevrokop, do Sínodo Alternativo Búlgaro, e a outro bispo, atual Vladika Gorazd, como bispo para Argentina, onde existe uma comunidade ortodoxa montenegrina organizada na Província de Chaco.

## Relação com a Casa Real de Montenegro
Durante as sessões regulares do Santo Sínodo - em 31 de outubro de 2011 - o bispo da Argentina, Vladika Gorazd, propôs aos bispos o projeto de restaurar o antigo costume bizantino de comemorar o príncipe nas Ektenias (Litanias) da Divina Liturgia. Este pedido foi baseado em dois fatos importantes: Primeiramente, na promulgação pelo Parlamento da Lei sobre o Estatuto dos Membros da Família Petrovic-Njegos, promulgada em 12 de julho de 2011, a partir da qual o príncipe Nicolau II tem um protocolo de tratamento especial por parte do Estado montenegrino, o que significa de fato e de jure o reconhecimento de um grau significativo de governo. Em segundo lugar, argumentou pelo papel profundo e inegável desempenhado pela família Petrovic-Njegos na formação da identidade espiritual, cultural e nacional de Montenegro.
A proposta foi aprovada por unanimidade, uma vez que a Igreja de Montenegro, no momento, é provavelmente a única jurisdição ortodoxa que no século XXI ainda nomeia um príncipe em suas liturgias, depois de décadas após a derrubada do último monarca ortodoxo, Constantino II da Grécia, e quase um século depois do golpe que exilou o Rei Nicolau I de Montenegro e Montenegro foi anexada ao Reino da Iugoslávia. Vale ressaltar que, nos últimos tempos, a Casa Real de Montenegro mantém relações cordiais com a igreja Ortodoxa Montenegrina e seu Príncipe tem em alta estima o Metropolita Miguel.

## Relações com outras Igrejas Ortodoxas
A Igreja Ortodoxa Montenegrina não é parte da comunhão mundial que forma a Igreja Ortodoxa, mas mantém relações canônicas com outros grupos considerados irregulares pela Ortodoxia global, como o Patriarcado de Quieve e a Igreja Ortodoxa da Macedônia. A Igreja Ortodoxa Sérvia, com apoio das outras jurisdições canônicas da Igreja Ortodxa, sustenta que a República de Montenegro é parte de seu território canônico, sustentando que, durante o governo do Regente Alexandre I da Iugoslávia, a Igreja Montenegrina haveria aceitado ser dissolvida como uma simples diocese, o que é contra-argumentado pelo grupo montenegrino com a ressalva de que aqueles que firmaram a ata o fizeram no contexto de uma Montenegro ocupada militarmente, em processo de dissolução estatal e com seu Rei exilado.
A Igreja de Montenegro reclama atualmente cerca de 600 templos sob omofório sérvio, isto é, todos os monastérios, paróquias e capelas construídos antes de 1918 e todas as que foram construídas após esta data, mas com dinheiro estatal. Em abril de 2007, o leigo Stevo Vučinić, intitulado Presidente do Concílio da Promoção da Igreja Ortodoxa Montenegrina, alegadamente teria ameaçado tomar estes templos mesmo que encontrasse resistência. Neste contexto, o presidente Filip Vujanović disse que defenderia a Igreja Sérvia. No dia 18 deste mês, uma multidão tentou invadir o monastério sérvio em Cetinje, com unidades especiais da polícia tendo sido chamadas para a proteção do mesmo.
Em pesquisa concluída pelo CEDEM em 2009, 29,36% da população ortodoxa montenegrina dizia ter aderido a essa Igreja, enquanto 70,64% optara pela Igreja Sérvia. O mesmo órgão, em 2007, concluíra que este corpo era a sexta instituição mais confiada pelo povo montenegrino, enquanto a Igreja Sérvia estava em primeiro lugar.

## Tradição litúrgica
Nota-se que na Sessão do Santo Sínodo de 2011 havia também alguns detalhes importantes sobre as questões litúrgicas. Por isso, o Bispo Gorazd da Argentina apresentou duas propostas à consideração do Santo Sínodo:
- Ratificação do uso do calendário juliano como calendário litúrgico da Igreja Ortodoxa em Montenegro
- Tradução de Menologion e outros livros litúrgicos da língua montenegrina moderna

Ambas as propostas foram aprovadas pelo Santo Sínodo, que reafirmou na Igreja de Montenegro o perfil tradicional e o forte compromisso pastoral para promover o uso da língua montenegrina na vida da Igreja.

## Status
Em 2022, depois que o Patriarcado Ecumênico e a Igreja Ortodoxa Sérvia reconheceram a Igreja da Macedônia do Norte, a Igreja montenegrina intensificou o lobby para obter reconhecimento canônico, no qual também participou o chefe da diplomacia de Montenegro, Ranko Krivokapic, cujo partido tem apoio popular.

## Primazes
- Antonio Abramovic (1993-1996);
- Miguel Dedeic (1997-presente).

## Estrutura e Organização

### Bispos
Em 2010, o Sínodo da Igreja Ortodoxa Montenegrina foi composto por três Bispos:
- Miguel Dedeic - Arcebispo de Cetinje e Metropolita de Montenegro (1997-presente);
- Simeão Minihofer - Exarca da Áustria, Liechtenstein e Eslováquia (2007-presente);
- Gorazd Glomazic - Bispo da Argentina (2008-presente).

### Dioceses
- Arcebispado de Cetinje;
- Diocese Costeira;
- Diocese de Dukla;
- Diocese de Ostrog;
- Diocese de Berane (Polim);
- Diocese Argentina.